# Ronde van Spanje 2015/Eindstanden
Deze pagina bevat alle eindresultaten van de Ronde van Spanje 2015.

## Eindklassement
| Rang | Renner                  | Ploeg                  | Tijd       |
| ---- | ----------------------- | ---------------------- | ---------- |
|      | Fabio Aru               | Astana Pro Team        | 85u36'13"  |
| 2    | Joaquim Rodríguez       | Katjoesja              | + 0'57"    |
| 3    | Rafał Majka             | Tinkoff-Saxo           | + 1'09"    |
| 4    | Nairo Quintana          | Team Movistar          | + 1'42"    |
| 5    | Esteban Chaves          | Orica-GreenEdge        | + 3'10"    |
| 6    | Tom Dumoulin            | Giant-Alpecin          | + 3'46"    |
| 7    | Alejandro Valverde      | Team Movistar          | + 6'47"    |
| 8    | Mikel Nieve             | Team Sky               | + 7'06"    |
| 9    | Daniel Moreno Fernandez | Katjoesja              | + 7'12"    |
| 10   | Louis Meintjes          | MTN-Qhubeka            | + 10'26"   |
| 11   | Domenico Pozzovivo      | AG2R La Mondiale       | + 11'10"   |
| 12   | David Arroyo            | Caja Rural-Seguros RGA | + 13'29"   |
| 13   | Gianluca Brambilla      | Etixx-Quick Step       | + 15'26"   |
| 14   | Bart De Clercq          | Lotto-Soudal           | + 16'34"   |
| 15   | Romain Sicard           | Team Europcar          | + 16'46"   |
| 16   | Kenny Elissonde         | FDJ                    | + 17'07"   |
| 17   | Fabrice Jeandesboz      | Team Europcar          | + 17'10"   |
| 18   | André Cardoso           | Cannondale-Garmin      | + 23'31"   |
| 19   | Giovanni Visconti       | Team Movistar          | + 36'19"   |
| 20   | Diego Rosa              | Astana Pro Team        | + 43'27"   |
| 21   | Nélson Oliveira         | Lampre-Merida          | + 44'24"   |
| 22   | Sergio Henao            | Team Sky               | + 44'30"   |
| 23   | Haimar Zubeldia         | Trek Factory Racing    | + 45'19"   |
| 24   | Fränk Schleck           | Trek Factory Racing    | + 48'48"   |
| 25   | Mikel Landa             | Astana Pro Team        | + 51'30"   |
| 26   | Nicolas Roche           | Team Sky               | + 53'38"   |
| 27   | Maxime Monfort          | Lotto-Soudal           | + 54'37"   |
| 28   | Maxime Bouet            | Etixx-Quick Step       | + 1u00'14" |
| 29   | Carlos Verona           | Etixx-Quick Step       | + 1u02'49" |
| 30   | Daniel Navarro          | Cofidis                | + 1u06'08" |
| 31   | Alberto Losada          | Katjoesja              | + 1u06'47" |
| 32   | Rodolfo Torres          | Colombia               | + 1u12'17" |
| 33   | Luis León Sánchez       | Astana Pro Team        | + 1u15'05" |
| 34   | José Gonçalves          | Caja Rural-Seguros RGA | + 1u15'39" |
| 35   | Paweł Poljański         | Tinkoff-Saxo           | + 1u16'20" |
| 36   | Tiago Machado           | Katjoesja              | + 1u25'37" |
| 37   | George Bennett          | Team LottoNL-Jumbo     | + 1u26'33" |
| 38   | Larry Warbasse          | IAM Cycling            | + 1u31'24" |
| 39   | Edoeard Vorganov        | Katjoesja              | + 1u32'57" |
| 40   | Andrey Amador           | Team Movistar          | + 1u37'46" |
| 41   | Matteo Montaguti        | AG2R La Mondiale       | + 1u47'20" |
| 42   | Lawson Craddock         | Giant-Alpecin          | + 1u48'55" |
| 43   | José Joaquín Rojas      | Team Movistar          | + 1u52'12" |
| 44   | Ángel Madrazo           | Caja Rural-Seguros RGA | + 1u52'44" |
| 45   | Rubén Plaza             | Lampre-Merida          | + 1u53'41" |
| 46   | Joe Dombrowski          | Cannondale-Garmin      | + 1u53'47" |
| 47   | Sylvain Chavanel        | IAM Cycling            | + 1u55'16" |
| 48   | Ricardo Vilela          | Caja Rural-Seguros RGA | + 1u55'18" |
| 49   | Tosh Van der Sande      | Lotto-Soudal           | + 1u57'32" |
| 50   | Pierre Rolland          | Team Europcar          | + 1u59'10" |
| 51   | Mikaël Cherel           | AG2R La Mondiale       | + 1u59'28" |
| 52   | Jesper Hansen           | Tinkoff-Saxo           | + 2u01'46" |
| 53   | Alex Cano               | Colombia               | + 2u03'58" |
| 54   | Riccardo Zoidl          | Trek Factory Racing    | + 2u09'40" |
| 55   | Adam Hansen             | Lotto-Soudal           | + 2u11'06" |
| 56   | Darwin Atapuma          | BMC Racing Team        | + 2u12'42" |
| 57   | Dario Cataldo           | Astana Pro Team        | + 2u18'30" |
| 58   | Cyril Gautier           | Team Europcar          | + 2u18'40" |
| 59   | Amaël Moinard           | BMC Racing Team        | + 2u18'51" |
| 60   | Leonardo Duque          | Colombia               | + 2u19'38" |
| 61   | Cyril Lemoine           | Cofidis                | + 2u21'39" |
| 62   | Pieter Serry            | Etixx-Quick Step       | + 2u26'30" |
| 63   | Kristijan Đurasek       | Lampre-Merida          | + 2u29'10" |
| 64   | Koen de Kort            | Giant-Alpecin          | + 2u29'29" |
| 65   | Yukiya Arashiro         | Team Europcar          | + 2u30'07" |
| 66   | Jay McCarthy            | Tinkoff-Saxo           | + 2u31'13" |
| 67   | Fabio Duarte            | Colombia               | + 2u31'14" |
| 68   | Andrej Zejts            | Astana Pro Team        | + 2u32'07" |
| 69   | Geraint Thomas          | Team Sky               | + 2u32'24" |
| 70   | Miguel Angel Rubiano    | Colombia               | + 2u36'54" |
| 71   | Ian Boswell             | Team Sky               | + 2u36'59" |
| 72   | Moreno Moser            | Cannondale-Garmin      | + 2u37'11" |
| 73   | Jérôme Cousin           | Team Europcar          | + 2u38'40" |
| 74   | Julien Simon            | Cofidis                | + 2u39'01" |
| 75   | Benjamin King           | Cannondale-Garmin      | + 2u39'09" |
| 76   | Pavel Kotsjetkov        | Katjoesja              | + 2u39'39" |
| 77   | Salvatore Puccio        | Team Sky               | + 2u41'05" |
| 78   | Alessandro de Marchi    | BMC Racing Team        | + 2u41'16" |
| 79   | Natnael Berhane         | MTN-Qhubeka            | + 2u41'24" |
| 80   | Javier Moreno           | Katjoesja              | + 2u43'31" |
| 81   | Francisco Ventoso       | Team Movistar          | + 2u44'45" |
| 82   | Jelle Vanendert         | Lotto-Soudal           | + 2u45'39" |
| 83   | Vasil Kiryjenka         | Team Sky               | + 2u49'18" |
| 84   | Daryl Impey             | Orica-GreenEdge        | + 2u50'57" |
| 85   | Rinaldo Nocentini       | AG2R La Mondiale       | + 2u51'47" |
| 86   | Vicente Reynes          | IAM Cycling            | + 2u53'34" |
| 87   | Juan Pablo Valencia     | Colombia               | + 2u56'07" |
| 88   | Omar Fraile             | Caja Rural-Seguros RGA | + 2u57'47" |
| 89   | Markel Irizar           | Trek Factory Racing    | + 2u59'18" |
| 90   | John Degenkolb          | Giant-Alpecin          | + 2u59'49" |
| 91   | Christian Knees         | Team Sky               | + 3u00'10" |
| 92   | Carlos Quintero         | Colombia               | + 3u02'35" |
| 93   | Jens Keukeleire         | Orica-GreenEdge        | + 3u03'40" |
| 94   | Davide Villella         | Cannondale-Garmin      | + 3u04'39" |
| 95   | Timo Roosen             | Team LottoNL-Jumbo     | + 3u08'44" |
| 96   | Sébastien Minard        | AG2R La Mondiale       | + 3u09'11" |
| 97   | Pello Bilbao            | Caja Rural-Seguros RGA | + 3u09'51" |
| 98   | Yoann Bagot             | Cofidis                | + 3u12'17" |
| 99   | Bert-Jan Lindeman       | Team LottoNL-Jumbo     | + 3u13'18" |
| 100  | Imanol Erviti           | Team Movistar          | + 3u13'43" |
| 101  | Pavel Broett            | Tinkoff-Saxo           | + 3u14'23" |
| 102  | Stephen Cummings        | MTN-Qhubeka            | + 3u17'32" |
| 103  | Ángel Vicioso           | Katjoesja              | + 3u18'33" |
| 104  | Mike Teunissen          | Team LottoNL-Jumbo     | + 3u19'28" |
| 105  | Kristian Sbaragli       | MTN-Qhubeka            | + 3u19'55" |
| 106  | Marcel Aregger          | IAM Cycling            | + 3u23'32" |
| 107  | Nikolas Maes            | Etixx-Quick Step       | + 3u25'03" |
| 108  | Luka Mezgec             | Giant-Alpecin          | + 3u27'22" |
| 109  | Mickaël Delage          | FDJ                    | + 3u28'04" |
| 110  | Tom Van Asbroeck        | Team LottoNL-Jumbo     | + 3u28'33" |
| 111  | Laurent Pichon          | FDJ                    | + 3u30'07" |
| 112  | Alexis Gougeard         | AG2R La Mondiale       | + 3u30'45" |
| 113  | Kévin Réza              | FDJ                    | + 3u31'50" |
| 114  | Simon Gerrans           | Orica-GreenEdge        | + 3u31'54" |
| 115  | Dennis van Winden       | Team LottoNL-Jumbo     | + 3u33'46" |
| 116  | Dominique Rollin        | Cofidis                | + 3u35'35" |
| 117  | Martin Velits           | Etixx-Quick Step       | + 3u37'35" |
| 118  | Jean-Pierre Drucker     | BMC Racing Team        | + 3u37'37" |
| 119  | Simon Pellaud           | IAM Cycling            | + 3u38'39" |
| 120  | Olivier Le Gac          | FDJ                    | + 3u38'53" |
| 121  | Johan Vansummeren       | AG2R La Mondiale       | + 3u39'07" |
| 122  | Jaco Venter             | MTN-Qhubeka            | + 3u41'39" |
| 123  | Jay Robert Thomson      | MTN-Qhubeka            | + 3u43'05" |
| 124  | Joey Rosskopf           | BMC Racing Team        | + 3u43'08" |
| 125  | Tsgabu Grmay            | Lampre-Merida          | + 3u43'26" |
| 126  | Jasper De Buyst         | Lotto-Soudal           | + 3u44'12" |
| 127  | Brayan Ramírez          | Colombia               | + 3u44'21" |
| 128  | Johann van Zyl          | MTN-Qhubeka            | + 3u44'36" |
| 129  | Alex Howes              | Cannondale-Garmin      | + 3u44'42" |
| 130  | Mathew Hayman           | Orica-GreenEdge        | + 3u45'38" |
| 131  | Daniele Bennati         | Tinkoff-Saxo           | + 3u48'58" |
| 132  | Jaroslav Popovytsj      | Trek Factory Racing    | + 3u49'11" |
| 133  | Jimmy Engoulvent        | Team Europcar          | + 3u51'04" |
| 134  | Youcef Reguigui         | MTN-Qhubeka            | + 3u51'24" |
| 135  | Alessandro Vanotti      | Astana Pro Team        | + 3u53'40" |
| 136  | Walter Pedraza          | Colombia               | + 3u55'04" |
| 137  | Songezo Jim             | MTN-Qhubeka            | + 3u56'25" |
| 138  | Antoine Duchesne        | Team Europcar          | + 3u57'37" |
| 139  | Rory Sutherland         | Team Movistar          | + 3u59'04" |
| 140  | Maciej Bodnar           | Tinkoff-Saxo           | + 3u59'47" |
| 141  | Danny van Poppel        | Trek Factory Racing    | + 3u59'51" |
| 142  | Thierry Hupond          | Giant-Alpecin          | + 3u59'53" |
| 143  | Johannes Fröhlinger     | Giant-Alpecin          | + 4u00'25" |
| 144  | Ilja Kasjavy            | Lampre-Merida          | + 4u00'30" |
| 145  | Tony Hurel              | Team Europcar          | + 4u00'53" |
| 146  | Gatis Smukulis          | Katjoesja              | + 4u01'51" |
| 147  | Damien Howson           | Orica-GreenEdge        | + 4u05'19" |
| 148  | Iljo Keisse             | Etixx-Quick Step       | + 4u07'06" |
| 149  | Carlos Barbero          | Caja Rural-Seguros RGA | + 4u07'22" |
| 150  | Blel Kadri              | AG2R La Mondiale       | + 4u10'04" |
| 151  | Valerio Conti           | Lampre-Merida          | + 4u11'24" |
| 152  | Maximiliano Richeze     | Lampre-Merida          | + 4u13'33" |
| 153  | Martijn Keizer          | Team LottoNL-Jumbo     | + 4u14'01" |
| 154  | Gediminas Bagdonas      | AG2R La Mondiale       | + 4u16'22" |
| 155  | Tom Stamsnijder         | Giant-Alpecin          | + 4u17'57" |
| 156  | Murilo Fischer          | FDJ                    | + 4u21'19" |
| 157  | Zico Waeytens           | Giant-Alpecin          | + 4u37'10" |
| 158  | Boy van Poppel          | Trek Factory Racing    | + 4u57'31" |

## Nevenklassementen
| Plaats      | Naam                    | Ploeg                  | Punten |
| ----------- | ----------------------- | ---------------------- | ------ |
| Groene trui | Alejandro Valverde      | Team Movistar          | 118    |
| 2           | Joaquim Rodríguez       | Katjoesja              | 116    |
| 3           | Esteban Chaves          | Orica-GreenEdge        | 108    |
| 4           | Tom Dumoulin            | Giant-Alpecin          | 105    |
| 5           | Nicolas Roche           | Team Sky               | 97     |
| 6           | Fabio Aru               | Astana Pro Team        | 97     |
| 7           | John Degenkolb          | Giant-Alpecin          | 93     |
| 8           | Rafał Majka             | Tinkoff-Saxo           | 89     |
| 9           | Nairo Quintana          | Team Movistar          | 84     |
| 10          | José Joaquín Rojas      | Team Movistar          | 76     |
| 11          | Kristian Sbaragli       | MTN-Qhubeka            | 73     |
| 12          | José Gonçalves          | Caja Rural-Seguros RGA | 69     |
| 13          | Nelson Oliveira         | Lampre-Merida          | 67     |
| 14          | Tosh Van der Sande      | Lotto-Soudal           | 67     |
| 15          | Daniel Moreno Fernandez | Katjoesja              | 63     |
| 16          | Jean-Pierre Drucker     | BMC Racing Team        | 55     |
| 17          | Julien Simon            | Cofidis                | 50     |
| 18          | Alessandro De Marchi    | BMC Racing Team        | 47     |
| 19          | Mikel Landa             | Astana Pro Team        | 45     |
| 20          | Danny van Poppel        | Trek Factory Racing    | 45     |

| Plaats                | Naam                 | Ploeg                  | Punten |
| --------------------- | -------------------- | ---------------------- | ------ |
| Bolletjestrui (blauw) | Omar Fraile          | Caja Rural-Seguros RGA | 82     |
| 2                     | Rubén Plaza          | Lampre-Merida          | 63     |
| 3                     | Fränk Schleck        | Trek Factory Racing    | 30     |
| 4                     | Alessandro De Marchi | BMC Racing Team        | 28     |
| 5                     | Mikel Landa          | Astana Pro Team        | 25     |
| 6                     | José Gonçalves       | Caja Rural-Seguros RGA | 24     |
| 7                     | Rodolfo Torres       | Colombia               | 22     |
| 8                     | Pierre Rolland       | Team Europcar          | 20     |
| 9                     | José Joaquín Rojas   | Team Movistar          | 19     |
| 10                    | Mikaël Cherel        | AG2R La Mondiale       | 18     |
| 11                    | Bert-Jan Lindeman    | LottoNL-Jumbo          | 16     |
| 12                    | Joaquim Rodríguez    | Katjoesja              | 15     |
| 13                    | Salvatore Puccio     | Team Sky               | 13     |
| 14                    | Tom Dumoulin         | Giant-Alpecin          | 13     |
| 15                    | Nicolas Roche        | Team Sky               | 13     |
| 16                    | Fabio Aru            | Astana Pro Team        | 13     |
| 17                    | Giovanni Visconti    | Team Movistar          | 12     |
| 18                    | Carlos Verona        | Etixx-Quick Step       | 12     |
| 19                    | Moreno Moser         | Cannondale-Garmin      | 12     |
| 20                    | Kenny Elissonde      | FDJ                    | 11     |

| Plaats     | Naam                    | Ploeg                  | Punten |
| ---------- | ----------------------- | ---------------------- | ------ |
| Witte trui | Joaquim Rodríguez       | Katjoesja              | 16     |
| 2          | Fabio Aru               | Astana Pro Team        | 23     |
| 3          | Tom Dumoulin            | Giant-Alpecin          | 24     |
| 4          | Rafał Majka             | Tinkoff-Saxo           | 38     |
| 5          | Esteban Chaves          | Orica-GreenEdge        | 43     |
| 6          | Nicolas Roche           | Team Sky               | 46     |
| 7          | Mikel Landa             | Astana Pro Team        | 49     |
| 8          | José Gonçalves          | Caja Rural-Seguros RGA | 52     |
| 9          | Nélson Oliveira         | Lampre-Merida          | 57     |
| 10         | Fränk Schleck           | Trek Factory Racing    | 59     |
| 11         | Daniel Moreno Fernandez | Katjoesja              | 60     |
| 12         | José Joaquín Rojas      | Team Movistar          | 62     |
| 13         | Romain Sicard           | Team Europcar          | 63     |
| 14         | Nairo Quintana          | Team Movistar          | 64     |
| 15         | Rubén Plaza             | Lampre-Merida          | 70     |
| 16         | Rodolfo Torres          | Colombia               | 75     |
| 17         | Carlos Verona           | Etixx-Quick Step       | 81     |
| 18         | Giovanni Visconti       | Team Sky               | 88     |
| 19         | Haimar Zubeldia         | Trek Factory Racing    | 93     |
| 20         | Kenny Elissonde         | FDJ                    | 96     |

| Plaats | Ploeg                  | Tijd      |
| ------ | ---------------------- | --------- |
|        | Team Movistar          | 256u44'38 |
| 2      | Team Sky               | +29'47    |
| 3      | Katjoesja              | +35'44    |
| 4      | Astana Pro Team        | +48'24    |
| 5      | Team Europcar          | +1u11'00  |
| 6      | Caja Rural-Seguros RGA | +1u20'44  |
| 7      | Tinkoff-Saxo           | +1u40'58  |
| 8      | Etixx-Quick Step       | +1u43'44  |
| 9      | Lotto-Soudal           | +1u55'17  |
| 10     | Cofidis                | +2u36'11  |

1e etappe ·
2e etappe ·
3e etappe ·
4e etappe ·
5e etappe ·
6e etappe ·
7e etappe ·
8e etappe ·
9e etappe ·
10e etappe ·
11e etappe ·
12e etappe ·
13e etappe ·
14e etappe ·
15e etappe ·
16e etappe ·
17e etappe ·
18e etappe ·
19e etappe ·
20e etappe ·
21e etappe
Startlijst · Eindstanden · Afbeeldingen